# Stade Louis II.
Stade Louis II. je fotbalový stadion ve Fontvieille v Monaku. Nyní je používán pro fotbalové zápasy týmu AS Monaco a také monackého národního týmu. Stadion je pojmenován po monackém knížeti vládnoucím v době výstavby původního stadionu, jímž byl Louis II. (česky Ludvík II.).

Původní stadion Stade Louis II. byl postaven v roce 1939 jako stadion pro tamní fotbalový klub AS Monaco FC. Nový stadion byl postaven mezi lety 1981–1984 přibližně 200m ; od starého stadionu, blíže k hranici mezi Monakem a Francií. Slavnostní otevření proběhlo 25. ledna 1985 za přítomnosti knížete Rainiera III. Tento stadion má kapacitu 18 523 sedadel , což je ve velmi velkém poměru k populaci Monaka (cca 36 400 obyvatel). Díky tomu dokáže pojmout přibližně dvě třetiny obyvatel knížectví. Naprostá většina zařízení stadionu je umístěna pod povrchem země, včetně parkoviště, které se nachází přímo pod hrací plochou.

## Exploze

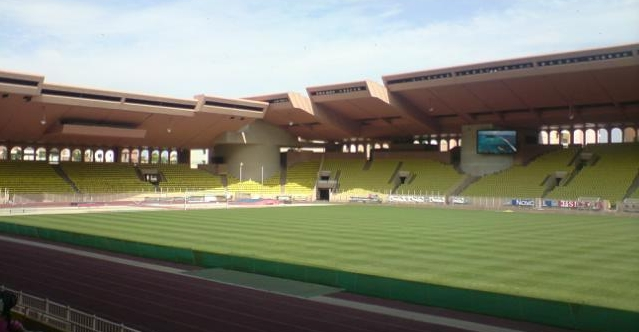
Pohled na hrací plochu stadionu Stade Louis II.

31. května 2004 otřásl stadionem výbuch, který měl pravděpodobně za účel poškození stadionu a okolních budov. Exploze nezavinila žádná zranění a dosud za ni nebyla nikomu přičtena odpovědnost. Výbuch nijak neohrozil celkovou statiku budovy a 1. června oznámila vláda Monaka, že přebírá odpovědnost za škody a opravy způsobené explozí. Tato exploze představuje velmi vzácnou výjimku, jelikož Monako má dlouhodobě dobrou pověst jako velmi bezpečný stát.

## IUM
V prostoru stadionu se také nacházejí kancelářské prostory, ve kterých sídlí firma, zabývající se obchodním vzděláváním, International University Monaco (IUM).